# 深镇镇
深镇镇，是中华人民共和国广东省茂名市高州市下辖的一个乡镇级行政单位。位于高州市东北部，古名深朗土垌，地处深山谷地得名。1950年形成圩集，名深镇。原属信宜县，1958年成立深镇公社，1961年划入高州县，1983年改区，1987年改乡，后建镇。镇政府驻深镇圩。

## 行政区划
深镇镇下辖以下地区：
深镇社区、河口村、深镇村、芦蓬村、良坪村、造贤村、旺务村、横溪村、东塘村、柏坑村、中间垌村、大田村、耀新村和仙仁垌村。